# Éphèbe d'Agde
L'Éphèbe d'Agde est une statue antique en bronze, de 1,33 m de haut, datée du IIe siècle av. J.-C., découverte en 1964 dans le lit de l'Hérault et conservée au musée de l'Ephèbe et d'archéologie sous-marine d'Agde.

## Découverte

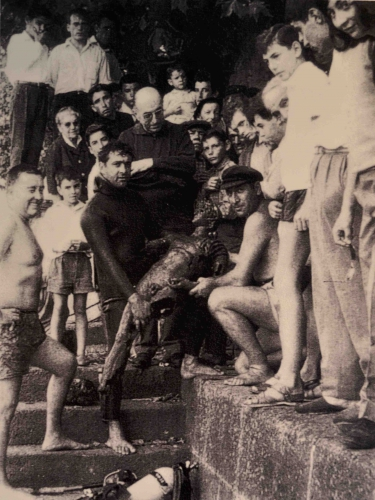
Remontée de la statue, le 13 septembre 1964. En combinaison de plongeur, Jacky Fanjaud. À droite, accroupi, Denis Fonquerle. Au centre, Jules Baudou, qui le premier parla de l'« Éphèbe d'Agde ».

Elle a été découverte dans le lit de l'Hérault, face à la cathédrale Saint-Étienne d'Agde, le 13 septembre 1964 par le plongeur et archéologue subaquatique Jackie Fanjaud (1933-2023), membre du GRASPA (Groupe de recherches archéologiques subaquatiques et de plongée d'Agde),.
Réalisée à l'époque romaine, la statue évoque le style du sculpteur Lysippe - portraitiste attitré d'Alexandre le Grand (au IVe siècle avant notre ère), Lysippe est l'un des plus célèbres bronziers de la sculpture grecque classique. Du fait de certains attributs et conventions iconographiques, elle pourrait représenter Alexandre le Grand. Cette statue est plus petite que nature. La découverte de la main gauche a permis de reconstituer sa fonction dans la culture des élites romaines : cette statue tenait une lampe, ce qui en faisait un lampadaire qui éclairait les banquets nocturne romains. Pour un Romain, un éphèbe, ou plus exactement la statue représentant un jeune-homme nu - mais il s'agit, ici, de l'image d'Alexandre - peut devenir un luminaire de banquet. Pour un Romain, l'art se doit d'être utile.
Trouvée dans les eaux fluviales, la statue appartient à l'État. Elle quitta Agde dès sa découverte. Après une restauration fondamentale au Laboratoire d'archéologie des métaux de Jarville-la-Malgrange, l'Éphèbe fut exposé au musée du Louvre pendant plus de vingt ans.

## Revendication et retour à Agde
Les Agathois, attachés à cette découverte et à cette figure devenue emblématique, ne cessèrent de manifester leur souhait de voir revenir la statue dans « sa » ville. Le maire Pierre Leroy-Beaulieu et Denis Fonquerle furent les principaux artisans de ce retour, que l'État conditionna à la création d'un nouveau musée. Celui-ci sera construit à partir de 1982 par l'architecte Jean Le Couteur, puis inauguré en 1985. L'Éphèbe l'intègre en 1987, en présence de François Léotard, alors ministre de la Culture.  

## Hommages

Ancien logo de la ville d’Agde.

L'Éphèbe est devenu un emblème de la ville d'Agde. Sa tête stylisée figure sur un ancien logo de la commune. Une copie en résine de grandes dimensions a été érigée sur un rond-point routier (le rond-point de l'Éphèbe) près de la rocade sud. La sculptrice Agnès DESCAMPS, installée à Agde, réinterprète l'Ephèbe de façon contemporaine avec une sculpture en acier découpé qui , depuis 2024, est déclinée en trophée pour le festival les Hérault du Cinéma et de la Télé du Cap d'Agde. Enfin Hervé Di Rosa reprend la silhouette de l'Éphèbe comme motif pour sa résille métallique enrobant le nouveau palais des Congrès de la ville. Pour le trentième anniversaire de l'arrivée de la statue à Agde, le musée de l'Éphèbe commanda à l'artiste Anita Gauran une série de photogrammes représentant l'Éphèbe. 
Les postes françaises ont émis en 1982 un timbre-poste d'une valeur faciale de 4 F représentant l'Éphèbe d'Agde. Ce timbre est l'œuvre du graveur polonais Czesław Słania.